# Wintersun
Wintersun (englisch für Wintersonne) ist eine finnische Melodic-Death-Metal-Band um den Sänger und Gitarristen Jari Mäenpää.

## Bandgeschichte

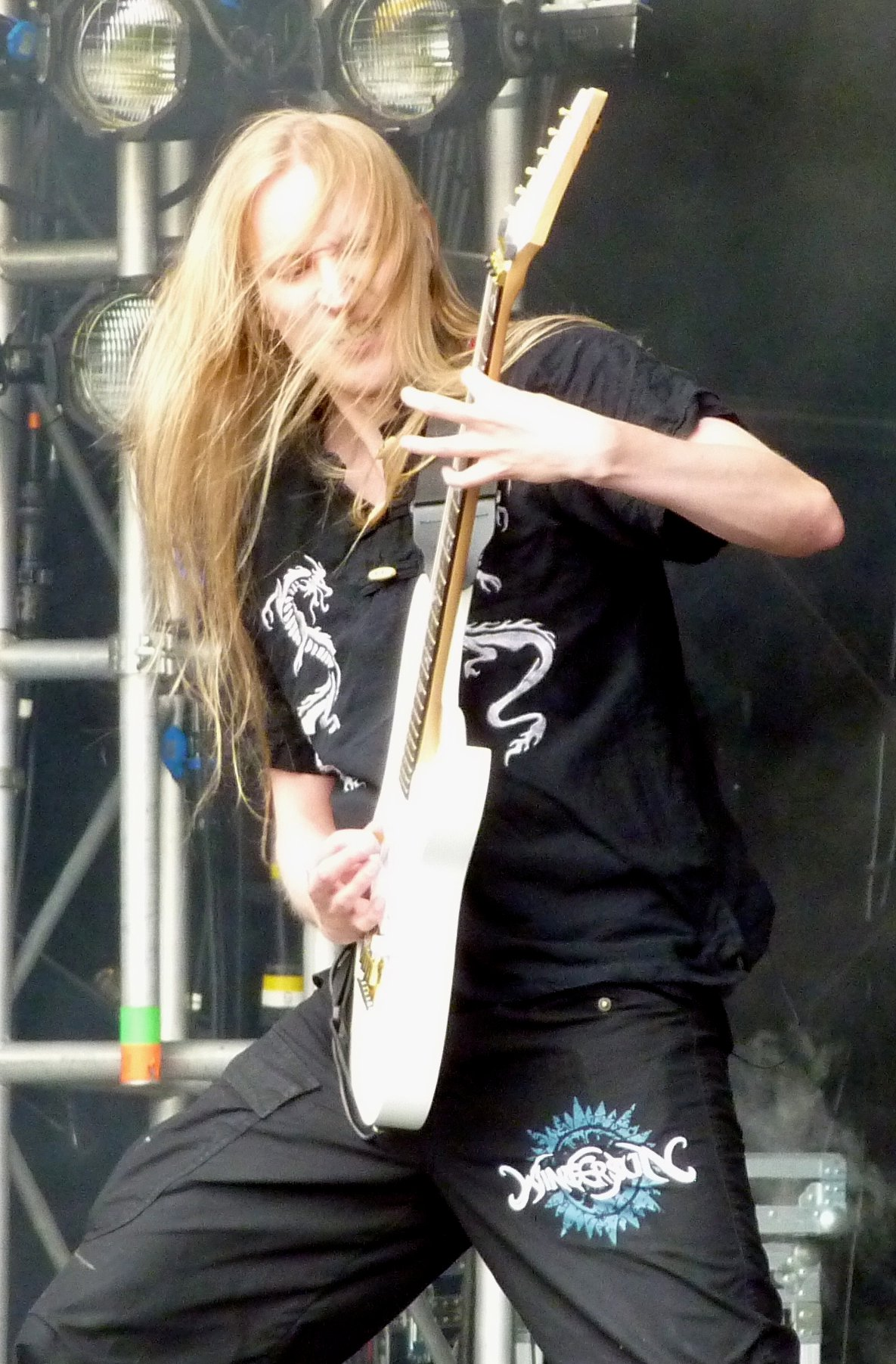
Bandgründer Jari Mäenpää live auf dem Bloodstock Open Air 2011

Im Jahr 2004 trennte sich Jari Mäenpää von seiner vorherigen Band Ensiferum. Noch im selben Jahr produzierte er alleine das Demo Winter Madness und später mit Schlagzeuger Kai Hahto von Rotten Sound das Debütalbum Wintersun. Mäenpää schrieb die veröffentlichten Stücke zwischen 1995 und 2003. Am 13. September 2004 erschien Wintersun durch das Label Nuclear Blast. Die japanische Ausgabe enthielt zudem alle drei Stücke des Demos als Bonustracks. Zu der Single Beyond the Dark Sun wurde ein Video gedreht.
Um auch live auftreten zu können, verpflichtete Mäenpää später noch Jukka Koskinen als Bassisten sowie Teemu Mäntysaari als zweiten Gitarristen. Er selbst übernimmt bei Live-Auftritten sowohl den Gitarrenpart als auch den Gesang. Im Jahr 2006 entschied überdies Kai Hahto, bei Rotten Sound auszusteigen, um sich voll und ganz auf Wintersun zu konzentrieren. Im September 2006 erschien die Wintersun Tour-Edition mit Live-DVD vom Summer Breeze 2005.
Im Mai 2006 begann Jari Mäenpää mit der Arbeit an dem zweiten Studioalbum Time. Ursprünglich für November 2006 geplant, verschob sich der Veröffentlichungstermin mehrfach. Inzwischen wurde beschlossen, anstatt eines ca. 80 Minuten langen Albums die jeweils 40 Minuten langen Alben Time I und Time II zu veröffentlichen. Das zweite Studioalbum Time I erschien am 19. Oktober 2012 bei Nuclear Blast. Time II sollte etwa ein Jahr später folgen. In den Jahren nach der Veröffentlichung von Time I stellte Mäenpää in mehreren Facebook-Beiträgen klar, dass Time II nicht das nächste Wintersun-Album sein werde. Er begründete dies mit zu geringen finanziellen Mitteln (in dessen Zuge er auch seinem Plattenlabel Nuclear Blast eine Mitschuld gab) und nicht ausreichendem Equipment beziehungsweise einem nicht vorhandenen eigenen Studio, um die komplexen Musiktitel zu seiner Zufriedenheit fertigstellen zu können.
2017 kündigten Wintersun ihr drittes Album an und es handle sich nicht wie erwartet um Time II, sondern es werde die Themen der vier Jahreszeiten zum Inhalt haben. Zudem präsentierte die Band Cover und Titel von The Forest Seasons. Am 21. Juli 2017 erschien das Album und wurde auf Metaladdicts.com Ende 2017 zum Album des Jahres gewählt.
Time II ist schließlich im August 2024 auf CD und Vinyl bei Nuclear Blast und als Download über die Crowdfunding-Plattform Indiegogo erschienen.

## Stil

### Musik
Der Stil der Band ist schwer einzuordnen, kann jedoch als melodisch oder episch beschrieben werden. Er umfasst Elemente verschiedener Metal-Substile, wie Death-, Black-, Power- und Symphonic Metal mit entsprechenden Folk-Einflüssen. Darüber hinaus ist eine klangliche Ähnlichkeit zu Jari Mäenpääs vorheriger Band Ensiferum vorhanden, wobei aber im Gegensatz zu dieser die Anteile aus dem Folk nicht im Vordergrund stehen.
Die Lieder haben oft eine komplexere Struktur als das typische Strophe-Refrain-Schema. Ein Beispiel dafür ist der Titel Starchild vom Debütalbum, der sich sowohl musikalisch als auch lyrisch in mehrere Teile gliedern lässt. Der Gesang ist sowohl durch das für den Death Metal typische Growling, als auch durch klaren, hymnischen Gesang und durch hohen Falsett-Gesang, wie im Power Metal, geprägt. Daneben sind oft auch ausgefallene Gitarrenriffs und -soli sowie komplexe Schlagzeugpassagen zu finden.

### Texte und Cover
Zu den Texten des Debütalbums sagte Mäenpää in einem Interview:

“Lyrically it’s quite a personal record, but there’s a little bit of fantasy also. Actually, you can understand the songs by many ways and meanings, which is great. But underneath all the metaphors to stars, space, vast and cold winter landscapes, it’s all about my personal life – my feelings, emotions, thoughts, dreams, visions and hallucinations.”

„Textlich gesehen ist es ein sehr persönliches Album, wenn auch mit ein wenig Phantasie. Tatsächlich kann man die Texte auf viele verschiedene Arten verstehen, was großartig ist. Aber neben allen Metaphern von Sternen, Weltraum, weiten und kalten Winterlandschaften, geht es auch um mein persönliches Leben – meine Gefühle, Emotionen, Gedanken, Träume, Visionen und Halluzinationen.“

In den Texten von Wintersun wird oft der Gedanke vom Tod hinterfragt, Mäenpää bringt diesen oft in Verbindung mit Sternen.
Das Cover zum Debütalbum wurde von Kristian Wåhlin entworfen. Der Mann, der im Schnee liegt, soll den Tod und die Hoffnungslosigkeit zeigen. Das Licht zwischen den Bäumen soll Heimat, Ziel und Geburt/Heilung darstellen.

## Rezeption
Ed Rivadavia von AllMusic lobt die Kompositionen auf dem Debütalbum – trotz gelegentlicher Vorhersehbarkeit – in ihrer musikalischen Vielfalt und empfiehlt das Album Anhängern von extremem und doch zugänglichem Metal. Frodi Stenberg vom Metal Observer hebt besonders die technischen Fertigkeiten der beteiligten Musiker in einem Album heraus, das sich von Song zu Song steigere und ihn, der das Genre als erschöpfend behandelt angesehen hatte, vom Gegenteil überzeugt habe. Michael Popke von Sea of Tranquility sieht die Musiker bezüglich der Beherrschung ihrer Instrumente und der Kompositionsfertigkeiten zwar über alle Zweifel erhaben; nicht überzeugen kann ihn jedoch die Art des Gesangs von Jari Mäenpää, dieser stünde nicht im Einklang mit dem Rest.
Das zweite Wintersun-Album Time I bezeichnete Sebastian Kessler vom Metal Hammer als „Bombastisch, episch, majestätisch“. Er betont auch, dass das Album mehrere Durchläufe benötige, da „Die schiere Masse an Orchesterspuren, instrumentalen Zwischenspielen und überspannten Melodiebögen […]“ einen regelrecht erschlage. Dennoch lobte er die Detailfülle, die „Wintersun-Alleinherrscher Jari Mäenpää in ‘Sons Of Winter And Stars’, ‘Land Of Snow And Sorrow’ und ‘Time’ gesteckt hat, ohne das große Ganze aus den Augen zu verlieren“ als „schlicht bezaubernd“ und vergab 6 von 7 möglichen Punkten.
Björn Thorsten Jaschinski vom Rock Hard vergab 8.0 von 10 Punkten. „Die raumgreifende Orchestrierung“, führt er an, klinge „trotz der enormen investierten Zeit künstlich“. Lobend erwähnt er, dass nicht nur Mäenpääs Stimmrepertoire variabler sei, sondern auch „[…] die folkigen Chorusse vor allem von ‚Sons Of Winter And Stars‘ und ‚Land Of Snow And Sorrow‘ noch majestätischer […]“ machen würden.

## Bandmitglieder

Wintersun live auf dem Rockharz 2019
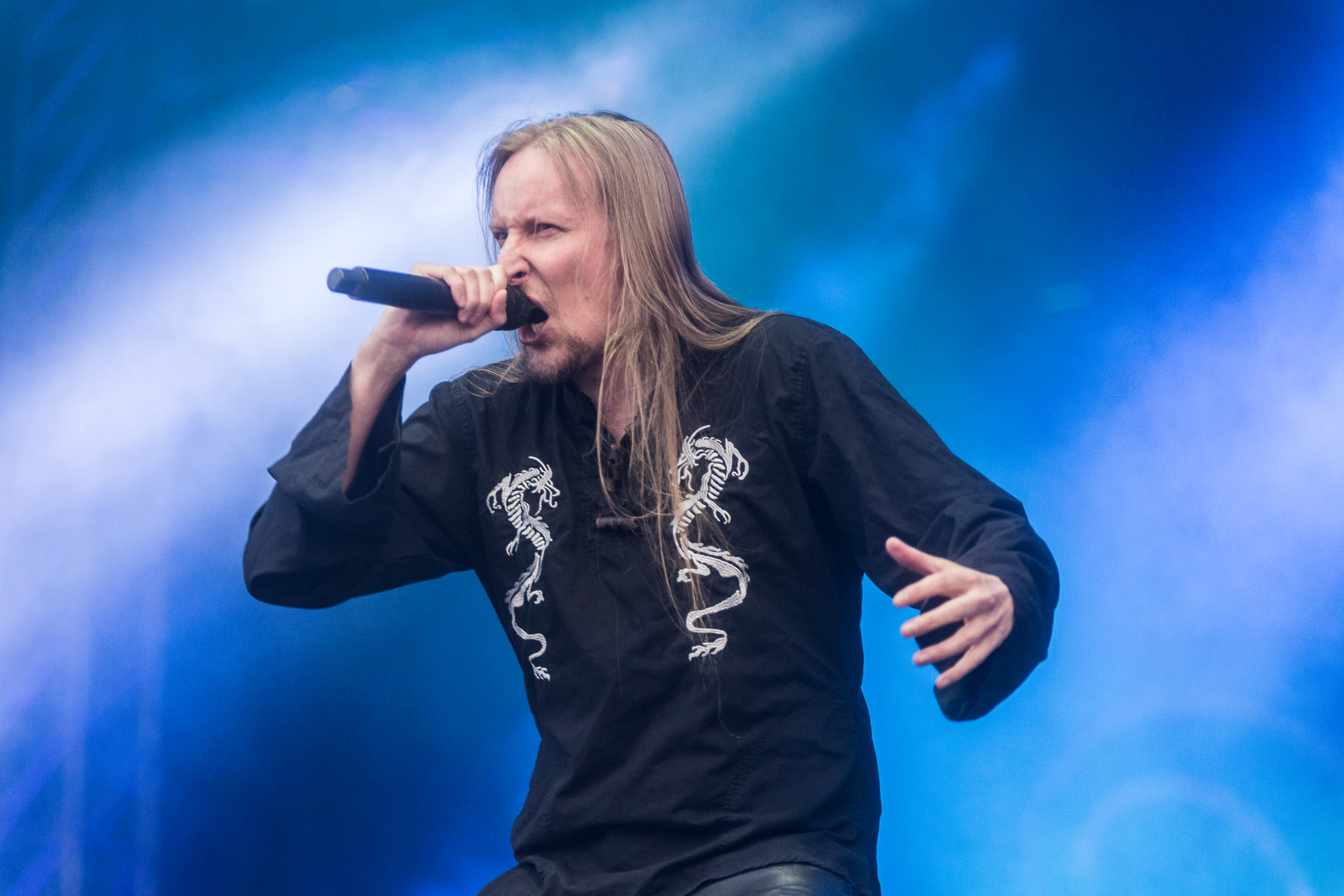
Sänger Jari Mäenpää
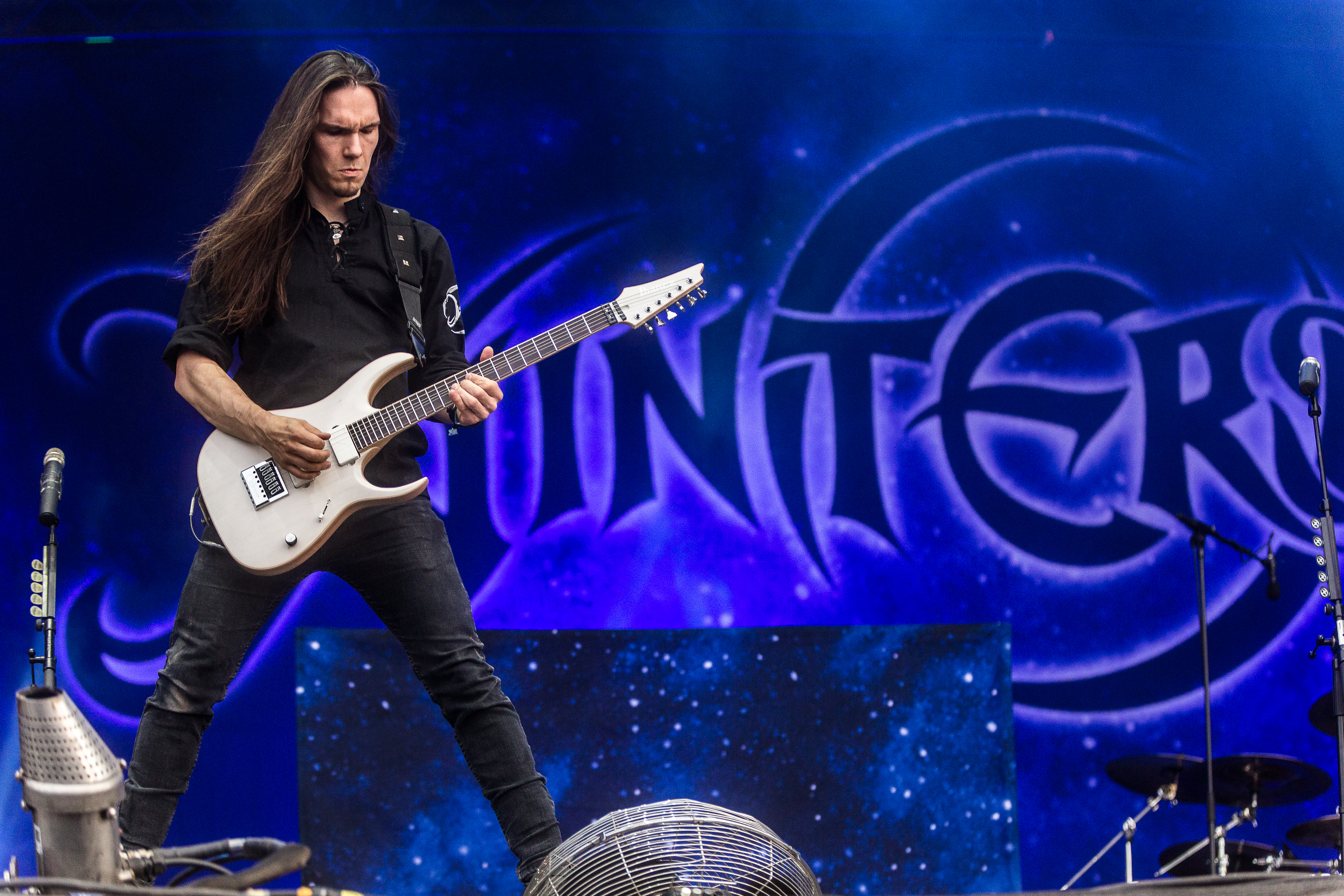
Gitarrist Teemu Mäntysaari
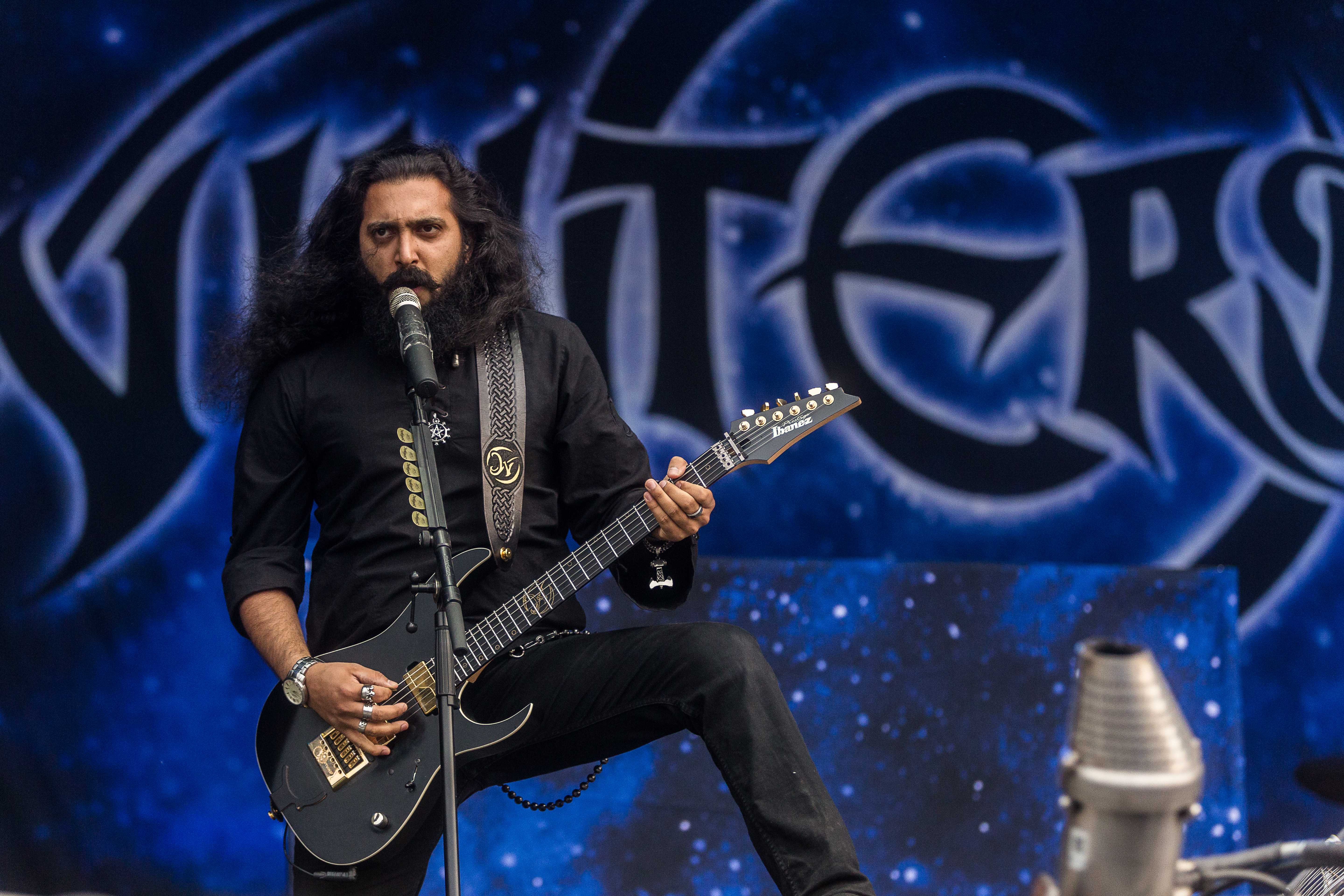
Gitarrist Asim Searah
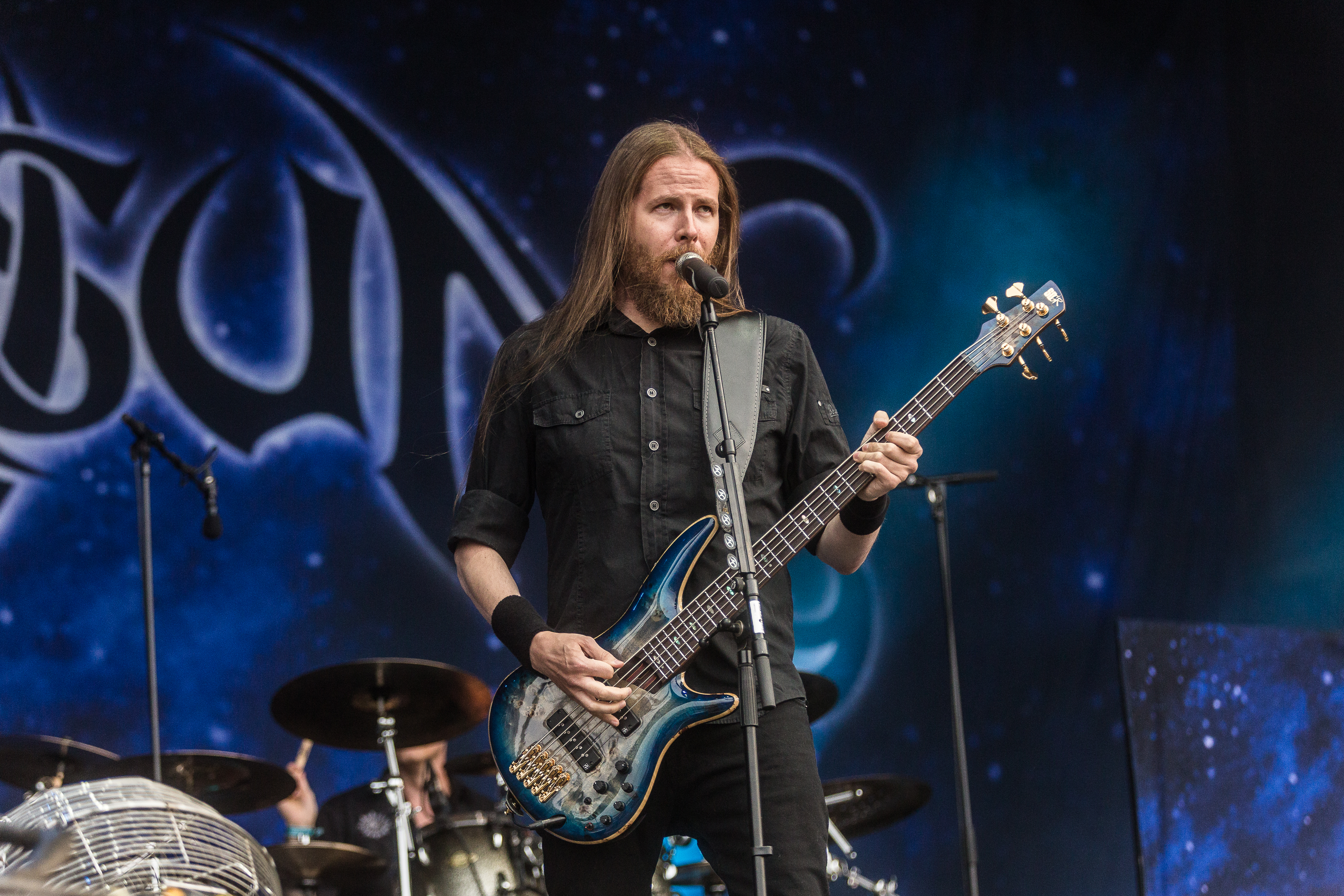
Bassist Jukka Koskinen
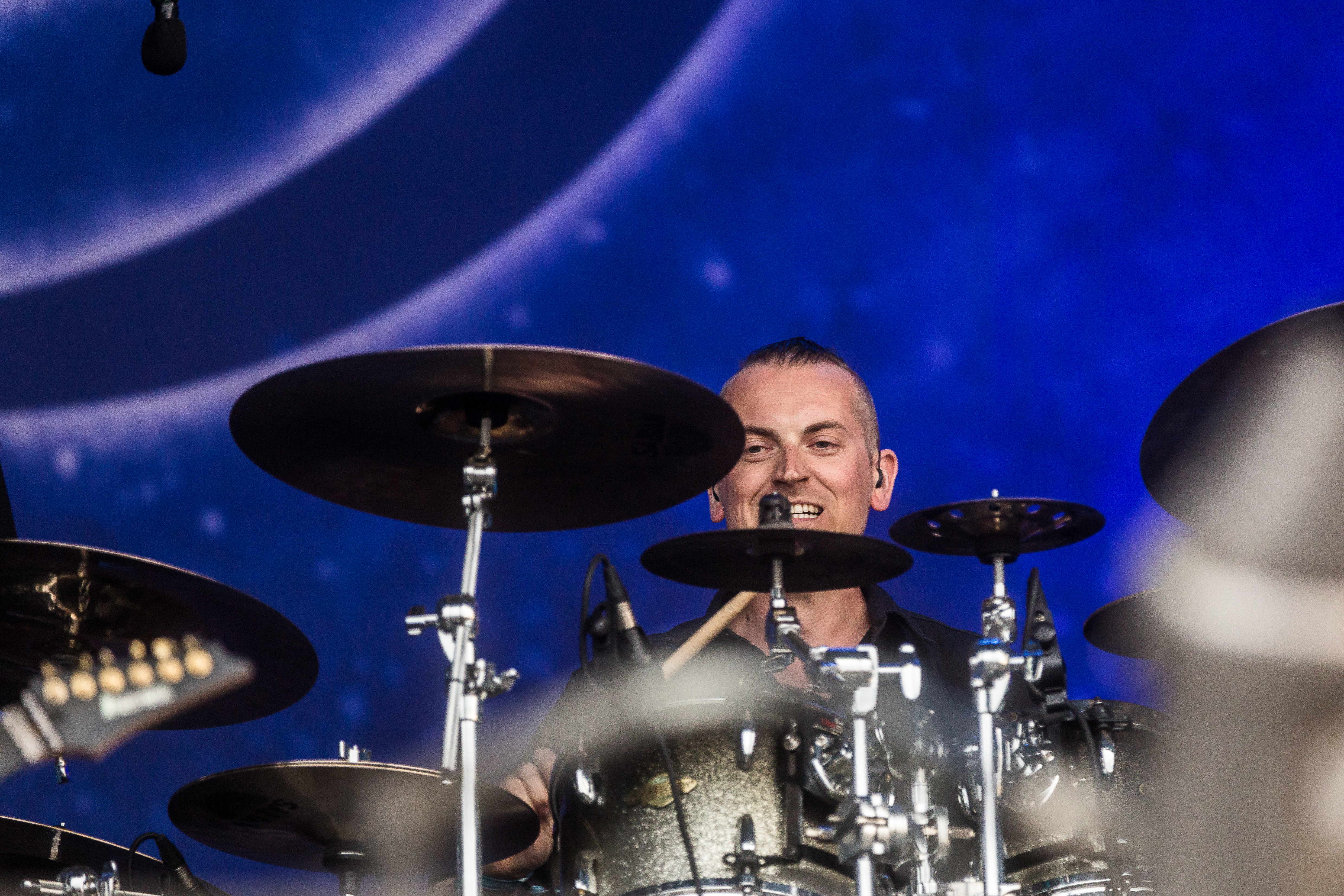
Tour-Schlagzeuger Heikki Saari

## Diskografie

### Studioalben
| Jahr | Titel Musiklabel                 | Höchstplatzierung, Gesamtwochen, AuszeichnungChartplatzierungen (Jahr, Titel, Musiklabel, Platzierungen, Wochen, Auszeichnungen, Anmerkungen) | Höchstplatzierung, Gesamtwochen, AuszeichnungChartplatzierungen (Jahr, Titel, Musiklabel, Platzierungen, Wochen, Auszeichnungen, Anmerkungen) | Höchstplatzierung, Gesamtwochen, AuszeichnungChartplatzierungen (Jahr, Titel, Musiklabel, Platzierungen, Wochen, Auszeichnungen, Anmerkungen) | Höchstplatzierung, Gesamtwochen, AuszeichnungChartplatzierungen (Jahr, Titel, Musiklabel, Platzierungen, Wochen, Auszeichnungen, Anmerkungen) | Anmerkungen                                                                         |
| Jahr | Titel Musiklabel                 | DE | AT | CH | FI | Anmerkungen                                                                         |
| ---- | -------------------------------- | --- | --- | --- | --- | ----------------------------------------------------------------------------------- |
| 2004 | Wintersun Nuclear Blast          | — | — | — | — | Erstveröffentlichung: 13. September 2004 2006 als Tour Edition wiederveröffentlicht |
| 2012 | Time I Nuclear Blast             | DE21 (2 Wo.)DE | AT33 (1 Wo.)AT | CH26 (1 Wo.)CH | FI2 (7 Wo.)FI | Erstveröffentlichung: 19. Oktober 2012                                              |
| 2017 | The Forest Seasons Nuclear Blast | DE14 (3 Wo.)DE | AT20 (1 Wo.)AT | CH16 (3 Wo.)CH | FI1 (4 Wo.)FI | Erstveröffentlichung: 21. Juli 2017                                                 |
| 2024 | Time II Nuclear Blast            | DE11 (1 Wo.)DE | AT9 (1 Wo.)AT | CH8 (2 Wo.)CH | FI1 (4 Wo.)FI | Erstveröffentlichung: 30. August 2024                                               |

### Weitere Veröffentlichungen
- 2004: Winter Madness Demo